# Сангович, Ядвига Генриховна
Ядвига Генриховна Сангович (28 ноября (11 декабря) 1916, Петроград, Российская империя — 13 сентября 2015, Москва, Российская Федерация) — советская балерина, выступавшая на сцене Большого театра, заслуженная артистка РСФСР (1951).

## Биография
Окончила Московское академическое хореографическое училище (педагог В. А. Семёнов).
C 1936 по 1964 гг. — солистка балета Большого театра СССР. Отмечалось богатство репертуара артистки: «Фламенко» в балете «Лауренсия», лезгинка в опере «Демон», испанские танцы в балетах «Лебединое озеро» и «Раймонда», татарский и украинский танцы в балете «Конек-Горбунок». Ритмически острый, чеканный танцевальный рисунок ног дополняется в ее исполнении мягким орнаментом рисунка рук, придававшего своеобразный колорит движению.
Снималась в кинофильме-концерте «Мастера русского балета» (1953), где представлено исполнение балериной партии Терезы в балете «Пламя Парижа».
В 1970-х гг. руководила танцевальным коллективом в Москонцерте, вела педагогическую деятельность. В начале 1980-х гг. выступала в качестве драматической актрисы в Московском литературно-драматическом театре Всесоюзного театрального общества (ВТО).
Была известна как любимая балерина И. В. Сталина.
Награждена Почётной грамотой Президиума Верховного Совета РСФСР (25.05.1976).
Скончалась 13 сентября 2015 года в Санкт-Петербурге. Похоронена в Москве, на Новодевичьем кладбище рядом с Владимиром Месхетели (Чогошвили).

## Театральные работы
- Персидка («Князь Игорь» и «Хованщина»),
- фея Карабос («Спящая красавица»),
- Островитянка («Золушка»),
- Испанка («Мирандолина»),
- Персидка («Половецкие пляски»),
- Килина («Лесная песня»),
- Тереза («Пламя Парижа»),
- Огненная ведьма («Шурале»),
- мазурка («Лебединое озеро», «Раймонда», «Золушка», «Бахчисарайский фонтан», оперы «Иван Сусанин», «Галька», «Декабристы»),
- цыганский танец («Дон Кихот»).